# Rysslands herrlandslag i innebandy
Rysslands herrlandslag i innebandy representerar Ryssland i innebandy på herrsidan och är medlem i International Floorball Federation (IFF) sedan 1993. Lagets första landskamp spelades mot Sverige i Helsingfors den 9 maj 1994 under Europamästerskapet, och förlorades med 1-14.
Ryssland har spelat i A-divisionen samtliga världsmästerskap, förutom VM 2002 då man vann B-divisionen. Ryssland har som bäst placerat sig som sexa i ett Innebandy-VM, vilket de gjorde i det allra första världsmästerskapet 1996. Vid VM:et 2010 har Ryssland för första gången gått till ett slutspel.

## Sammanfattning av VM-matcherna
| År            | SM | V | O | F  | GM  | IM  | MSK |
| ------------- | -- | - | - | -- | --- | --- | --- |
| Sverige 1996  | 6  | 3 | 0 | 3  | 48  | 31  | +17 |
| Tjeckien 1998 | 4  | 1 | 0 | 3  | 9   | 23  | -14 |
| Norge 2000    | 4  | 0 | 0 | 4  | 6   | 31  | -25 |
| Schweiz 2004  | 5  | 2 | 0 | 3  | 23  | 41  | -18 |
| Sverige 2006  | 5  | 1 | 0 | 4  | 19  | 44  | -25 |
| Tjeckien 2008 | 5  | 1 | 1 | 3  | 26  | 45  | -19 |
| Finland 2010  | 0  | 0 | 0 | 0  | 0   | 0   | 0   |
| Totalt        | 29 | 8 | 1 | 20 | 131 | 215 | -84 |

B-divisionen
| År           | SM | V | O | F | GM | IM | MSK |
| ------------ | -- | - | - | - | -- | -- | --- |
| Finland 2002 | 6  | 6 | 0 | 0 | 67 | 9  | +58 |
| Totalt       | 6  | 6 | 0 | 0 | 67 | 9  | +58 |

### Fotnoter
1. ↑  Olsson, Persson, Olsson, Persson. Innebandy. Rabén & Sjögren